# برنامج التحول الوطني
برنامج التحول الوطني هو الخطة الخماسية للمملكة العربية السعودية، أُطلق عام 2016 بتنظيم من مجلس الشؤون الاقتصادية والتنمية، وهو أحد برامج رؤية السعودية 2030، يترأس البرنامج محمد مزيد التويجري عضو مجلس الشؤون الاقتصادية والتنمية.
يهدف البرنامج إلى تطوير البنية التحتية اللازمة وتهيئة البيئة الممكنة للقطاع العام والخاص وغير الربحي لتحقيق رؤية 2030، ويعمل البرنامج على تحقيق 34 هدف استراتيجي تمثل 35% من أهداف رؤية 2030، ويغطي نطاق عمل البرنامج في مرحلته الثانية (2021-2025) سبعة وزارات قائدة للأهداف الاستراتيجية، وأكثر من 50 جهة مشاركة من هيئات ومراكز حكومية.

## تحديثات البرنامج ومراحله
المرحلة الأولى من البرنامج: في 7 يونيو 2016م وافق مجلس الوزراء السعودي على برنامج التحول الوطني كأولى برامج رؤية 2030، وعمل البرنامج في مرحلته الأولى على مستوى ٢٤ جهة حكومـية قائمـة على القطاعـات الاقتصادية والتنموية، بهدف تطوير العمل الحكومي وتأسيس البنية التحتية اللازمة لتحقيق الرؤية واستيعاب طموحاتها ومتطلباتها.
تحديث المرحلة الأولى: في 2017 وتماشيًا مع إطلاق بقية برامج تحقيق رؤية 2030، جرى تحديث الخطة التنفيذية لبرنامج التحول الوطني وتضمنت نقل ودمج وترتيب اختصاصات ومهام مبادرات عدة تضمنتها النسخة الأولى للخطة، وإضافة مبادرات جديدة، وتعديل الجدول الزمني لبعض مشاريع التحول الوطني، وتخصيص عمل برنامج التحول الوطني في 37 هدف استراتيجي ضمن 8 أبعاد تندرج تحتها 433 مبادرة، وتم تحديد الفترة الزمنية للخطة المحدثة لتغطي الفترة ما بين (2018-2020).
المرحلة الثانية من البرنامج: بعد انتهاء المرحلة الأولى للبرنامج (2016-2020) أطلق برنامج التحول الوطني خطته التنفيذية للمرحلة الثانية التي تغطي الفترة (2021-2025)، واشتملت أبرز التغييرات على نقل عدد من الأهداف الاستراتيجية المرتبطة بتطوير القطاع السياحي والتراث الوطني، وتحسين مستويات المعيشة والسلامة إلى برنامج جودة الحياة، ونقل أهداف الرعاية الصحية إلى برنامج تحول القطاع الصحي، بالإضافة إلى إسناد أهداف جديدة لبرنامج التحول الوطني تم نقلها من برنامج ريادة الشركات الوطنية وبرنامج الشراكات الاستراتيجية.
تحدد دور برنامج التحول الوطني في مرحلته الثانية في 7 أبعاد، تجمع 34 هدفًا استراتيجيًا، بقيادة 7 وزارات، هي: وزارة التجارة، ووزارة الاستثمار، ووزارة العدل، ووزارة الموارد البشرية والتنمية الاجتماعية، ووزارة الاتصالات وتقنية المعلومات، ووزارة البيئة والمياه والزراعة، ووزارة الاقتصاد والتخطيط.

## أهداف برنامج التحول الوطني في المرحلة الثانية (2021-2025)
يعمل برنامج التحول الوطني على 34 هدف استراتيجي من أهداف رؤية 2030،هي:
- تسهيل ممارسة الأعمال.
- جذب الاستثمارات الأجنبية والمحلية.
- زيادة مساهمة المنشآت الصغيرة والمتوسطة في الاقتصاد.
- زيادة مساهمة الأسر المنتجة في الاقتصاد.
- تطوير العلاقات الاقتصادية الإقليمية.
- تعزيز قيم العدالة والشفافية.
- تحسين إنتاجية موظفي الحكومة.
- تنمية الاقتصاد الرقمي.
- تطوير الحكومة الإلكترونية.
- زيادة مشاركة المرأة في سوق العمل.
- تمكين اندماج ذوي الإعاقة في سوق العمل.
- تحسين ظروف العمل للوافدين.
- استقطاب المواهب العالمية المناسبة بفاعلية.
- الحد من التلوث بمختلف أنواعه.
- حماية البيئة من الأخطار الطبيعية (مثل التصحر).
- حماية وتهيئة المناطق الطبيعية.
- ضمان الاستفادة المستدامة من الموارد المائية.
- ضمان تحقيق الأمن التنموي والغذائي.
- دعم نمو القطاع غير الربحي.
- تمكين المنظمات غير الربحية من تحقيق أثر أعمق.
- تشجيع العمل التطوعي.
- تحسين فعالية وكفاءة الخدمات الاجتماعية.
- تمكين المواطنين من خلال منظومة الخدمات الاجتماعية.
- تعزيز قيام الشركات بمسؤولياتها الاجتماعية.
- الارتقاء بجودة الخدمات المقدمة للمواطنين.[11]
- تطوير قطاع التجزئة.
- دعم الشركات الوطنية لتعزيز ريادتها عالميًّا.
- تعزيز الشفافية في جميع القطاعات الحكومية.
- تطوير العلاقات الاقتصادية مع الشركاء العالميين.
- تطوير الشركات المحلية الواعدة إلى شركات رائدة إقليميًّا وعالميًّا.
- ضمان تجاوب الجهات الحكومية لملاحظات عملائها.
- دعم قنوات التواصل مع المواطنين ومجتمع الأعمال.
- تعزيز اهتمام الشركات على استدامة الاقتصاد الوطني.
- الدفع بمسيرة التعاون بين دول مجلس التعاون الخليجي.

## أبرز المستهدفات لعام 2025
- زيادة نسبة الخدمات الإلكترونية لوزارة العدل إلى 85%.[12]
- زيادة مساحة الغطاء النباتي المعاد تأهيله إلى 86،982 هكتارًا.[13]
- الوصول إلى 600,000 متطوع في السنة.[14]
- رفع معدل المشاركة الاقتصادية للإناث السعوديات (فوق 15 سنة) إلى 31.4%.[15]
- رفع مستوى نضج تحول الخدمات الحكومية الرئيسية رقميًا إلى 92%.[16]
- رفع حصة الاقتصاد الرقمي من الناتج المحلي الإجمالي إلى 19.20%.[16]
- رفع حجم تدفقات الاستثمارات الأجنبية المباشرة إلى 95.4 مليار ريال.[17]

## مؤشرات عالمية
| مؤشر القياس العالمي                    | خط الأساس  | المستهدف   |
| مؤشر سهولة ممارسة الأعمال              | 62 نقطة    | 79 نقطة    |
| مؤشر الأداء البيئي                     | 95         | 53         |
| مؤشر مدركات الفساد                     | المرتبة 57 | المرتبة 40 |
| ترتيب مؤشر تنافسية السفر والسياح       | المرتبة 63 | المرتبة 58 |
| مؤشر التنوع البيولوجي والموائل         | المرتبة 82 | المرتبة 70 |
| مؤشر التنافسية الدولي لاستقطاب المواهب | المرتبة 39 | المرتبة 37 |